# Bildein
Bildein est une commune d'Autriche, dans le Burgenland. Elle fait partie du district de Güssing.